# Мемориальный мост Майка О’Каллагана — Пэта Тиллмана
Мемориальный мост Майка О’Каллагана — Пэта Тиллмана (англ. Mike o’Callaghan – Pat Tillman Memorial Bridge), также известный как Объезд Дамбы Гувера (англ. Hoover Dam Bypass) — мост на границе штатов Невада и Аризона через реку Колорадо.
Название моста — дань памяти двум людям из этих соседних штатов. Это заслуженный губернатор штата Невада Майк О’Каллаган (англ.) и бывший популярный игрок в американский футбол из штата Аризона Пэт Тиллман, который после терактов 11 сентября 2001 г. приостановил спортивную карьеру, вступил в спец.войска «рейнджеров» армии США (англ.) и погиб 22 апреля 2004 г. в горах Афганистана от дружественного огня.
Первый композитный арочный железобетонный мост, построенный в Соединённых Штатах. Включает самую длинную железобетонную арку в Западном полушарии. Расположен в полу-километре вниз по течению реки Колорадо от дамбы Гувера, приблизительно в 30 км к юго-востоку от Лас Вегаса. Это второй самый высокий мост Соединённых Штатов после подвесного висячего моста Ройэл Гордж-Бридж (англ: Royal Gorge Bridge), который был построен в 1929 году в Королевском Ущелье реки Арканзас, штат Колорадо.
Для автомобильного движения мост был открыт 19 октября 2010. По нему проходит шоссе 93 (англ: U.S. Route 93), идущее по Западу США с севера на юг по территории штатов Монтана, Айдахо, Невада и Аризона. За счёт своей высоты, мост обеспечил удобное и быстрое пересечение реки Колорадо по спрямлённому и без заметных уклонов пути, имеющему 4 полосы — по 2 в каждую сторону (раньше шоссе 93 проходило по плотине Гувера, к которой с обеих сторон реки вели два извилистых узких и крутых серпантина, каждый имеющий всего 2 встречных полосы движения).
Построен в рамках бюджета $240 миллионов. Стоимость $114 миллионов.

## Строительство моста и подходов

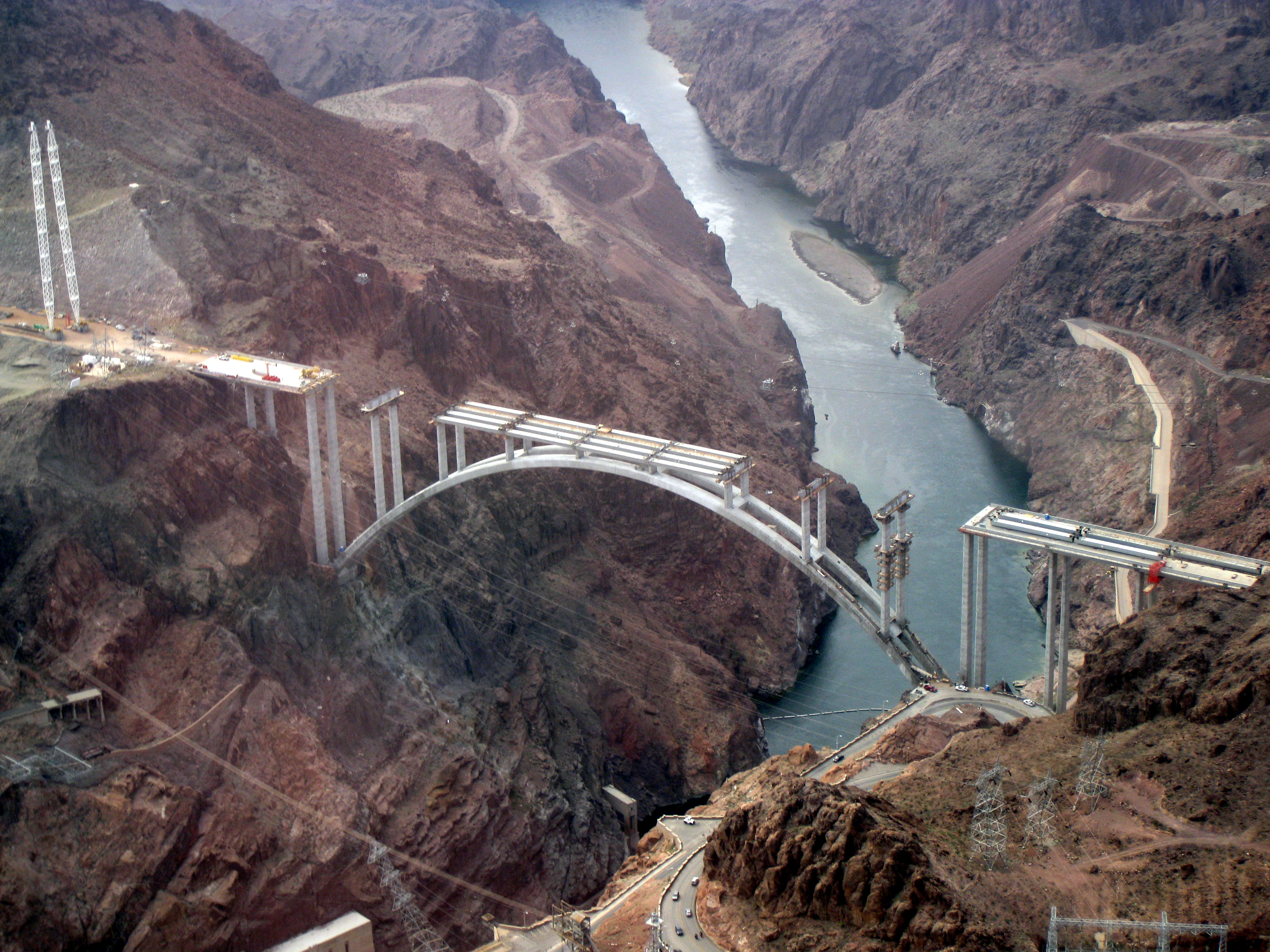
Вид с вертолёта, февраль 2010

Работа началась в 2003 на обеих сторонах реки. Самой большой трудностью было пересечение реки арочной частью моста. Мостовой переход, пролётные конструкции которого были смонтированы на два параллельных ряда колонн, опирающихся в центре (над рекой) на две параллельные арки, а по краям на подходах к аркам (то есть на берегах реки) — на грунтовые основания, строили несколько американских и транснациональных компаний. Одновременно строились и два спрямлённых отрезка шоссе к мосту.
Строительство потребовало перемещения рабочих и до 45 тонн материалов на высоту 271 метр над уровнем реки Колорадо при помощи 700-метровых стальных тросов, удерживаемых системой высоких деррик-кранов. Сильные ветры в каньоне привели 15 сентября 2006 к аварии этой системы. Работы были возобновлены уже в октябре, хотя и в меньшем объёме — авария повлекла за собой задержку строительства примерно на 2 года.
Боковые мостовые подходы к основному арочному мостовому переходу через реку, опирающиеся на семь пар железобетонных колонн — пять пар на Невадской стороне и две пары на Аризонской стороне — были закончены в марте 2008.
Две параллельных арки центральной части моста бетонировались с противоположных концов каждая в переставной опалубке отдельными фрагментами, но благодаря мощной арматуре и свойствам применённого бетона представляют собой цельную конструкцию. Каждая арка содержит по 53 последовательно отбетонированных фрагмента, большая часть из них по 7.3 метра длиной (всего было выполнено 106 циклов заливки и уплотнения бетона).
Арки наращивались с обоих берегов реки одновременно в виде сближающихся полу-арок, в итоге слившихся в единую конструкцию. В процессе заливки, уплотнения и твердения бетона растущие полу-арки поддерживались наклонными тросами, протянутыми с временных башен-пилонов. Поскольку в процессе наращивания полу-арок их вес менялся, то постоянно устанавливались дополнительные поддерживающие тросы. Натяжение поддерживающих тросов регулировалось таким образом, чтобы обеспечить необходимое пространственное положение возводимых элементов арки. Для этого за геометрическими параметрами сооружения осуществлялся непрерывный контроль комплексом высокоточных инженерно-геодезических измерений.
К маю 2009 года арки были готовы на 50 % и сошлись на расстояние 19 мм в августе. Оставшийся промежуток был заполнен усиленным железобетоном.
После отверждения бетона поддерживающие тросы были демонтированы и арки остались самонесущими. К декабрю 2009 года на них были отлиты все восемь пар вертикальных колонн, поддерживающих будущее полотно моста. К окончанию месяца на них уже были установлены первые две из 36 стальных коробчатых продольных балок, по 45 тонн каждая. Всего к середине апреля 2010 года было смонтировано по четыре балки на каждый из 9 пролётов, и строители наконец-то смогли пересечь реку не по воздуху. Вскоре после этого начался монтаж и заливка железобетонного основания дорожного полотна.
Последовательность строительства моста и подходов отражена в Youtube.
К июлю 2010 года основание было готово и деррик-краны высотной тросовой переправы были демонтированы, поскольку строительство близилось к завершению.
Мост был завершён церемонией открытия 14 октября 2010 года, а 16 октября было устроено торжественное открытие. 18 октября по мосту было открыто движение пешеходов и велосипедистов, а 19 октября — движение автомобилей — на несколько недель раньше, чем планировалось.

## Несчастные случаи
15 сентября 2006 порывами сильного ветра был обрушен высотный кран. Обошлось без жертв. Строительные работы были возобновлены в октябре.
Работа также была остановлена, когда рабочий-строитель из Лас Вегаса, 48-летний Шерман Джонс, погиб во время работ по закреплению троса, поддерживающего временный пилон.

## Галерея

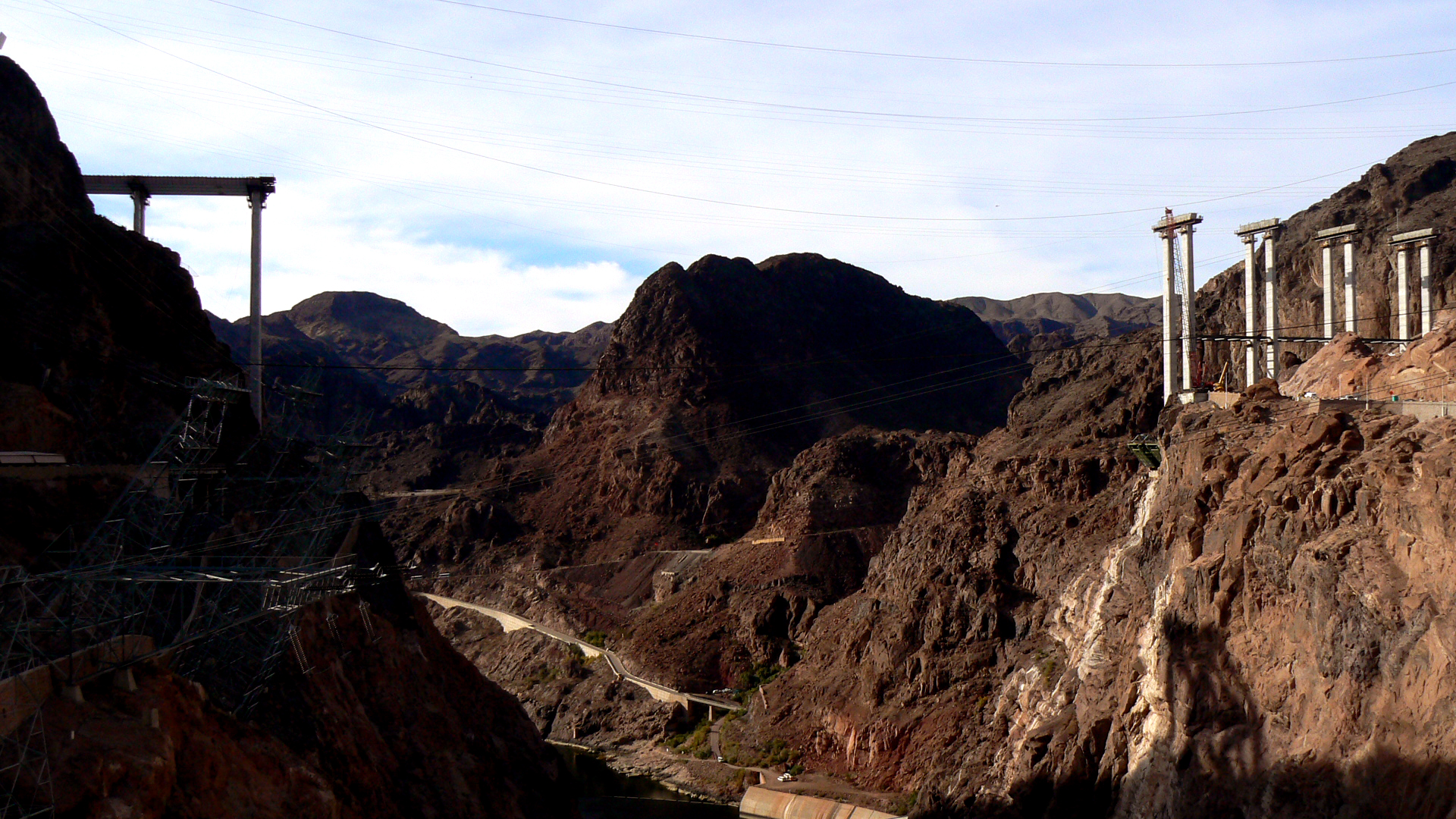
ноябрь 2007
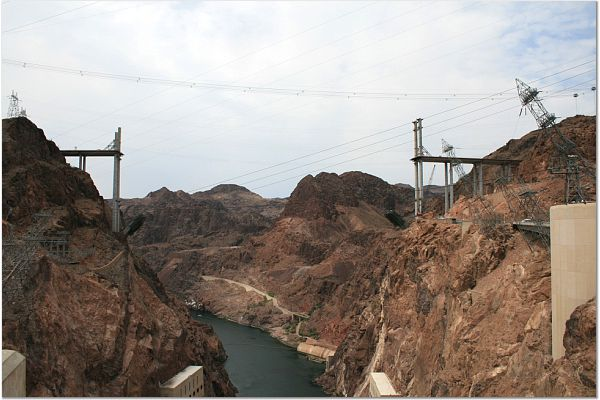
июль 2008
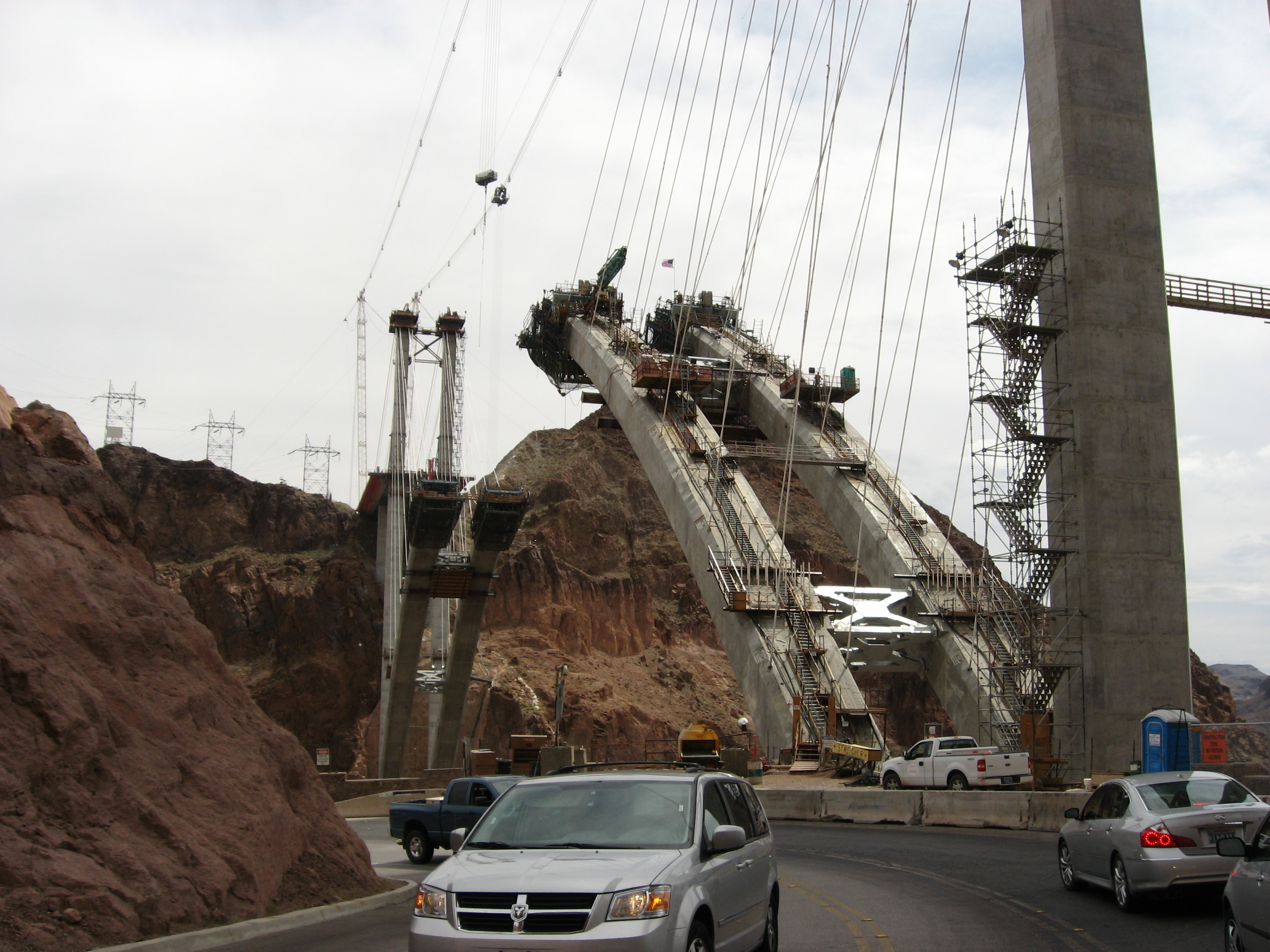
апрель 2009
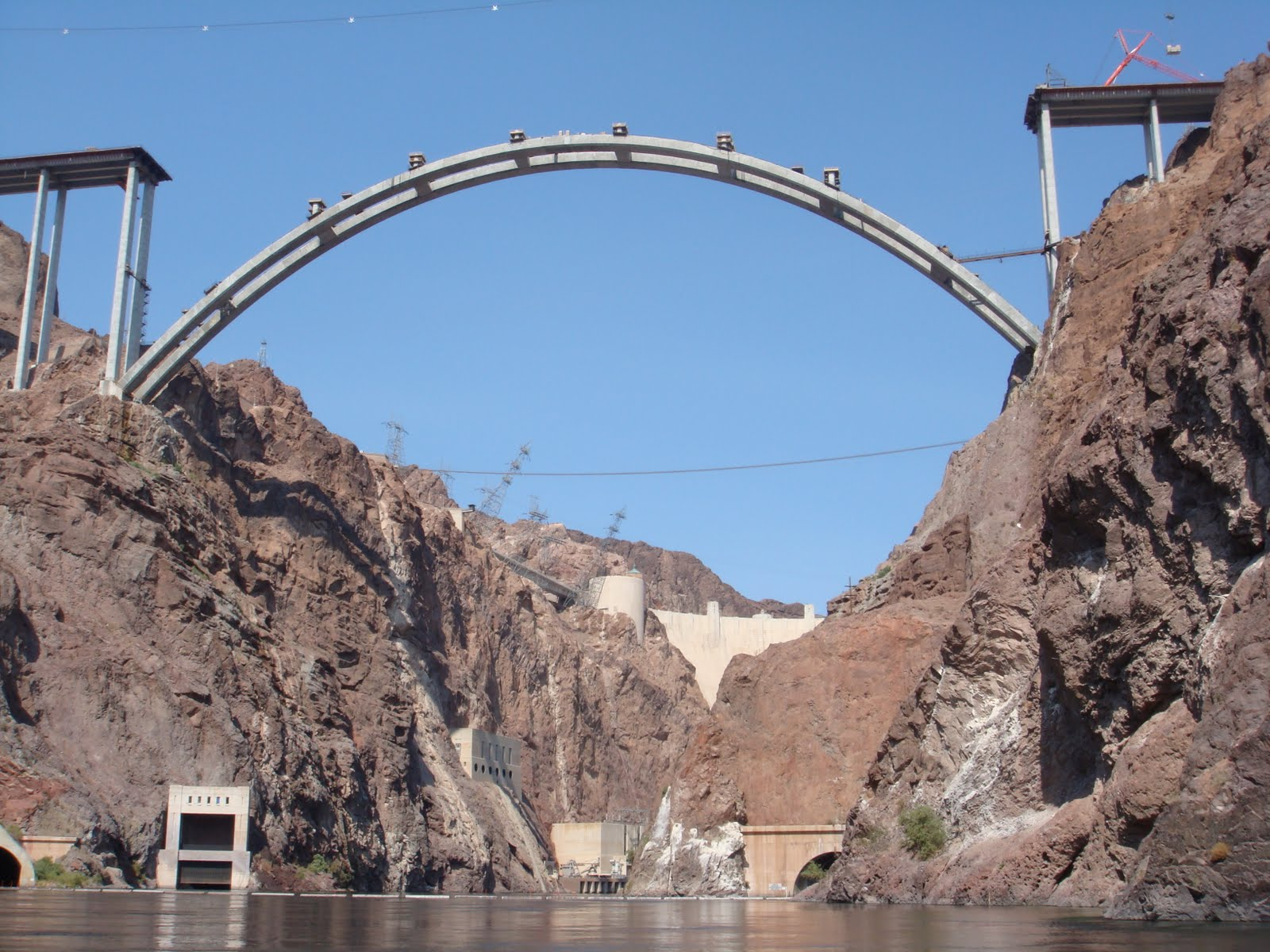
сентябрь 2009
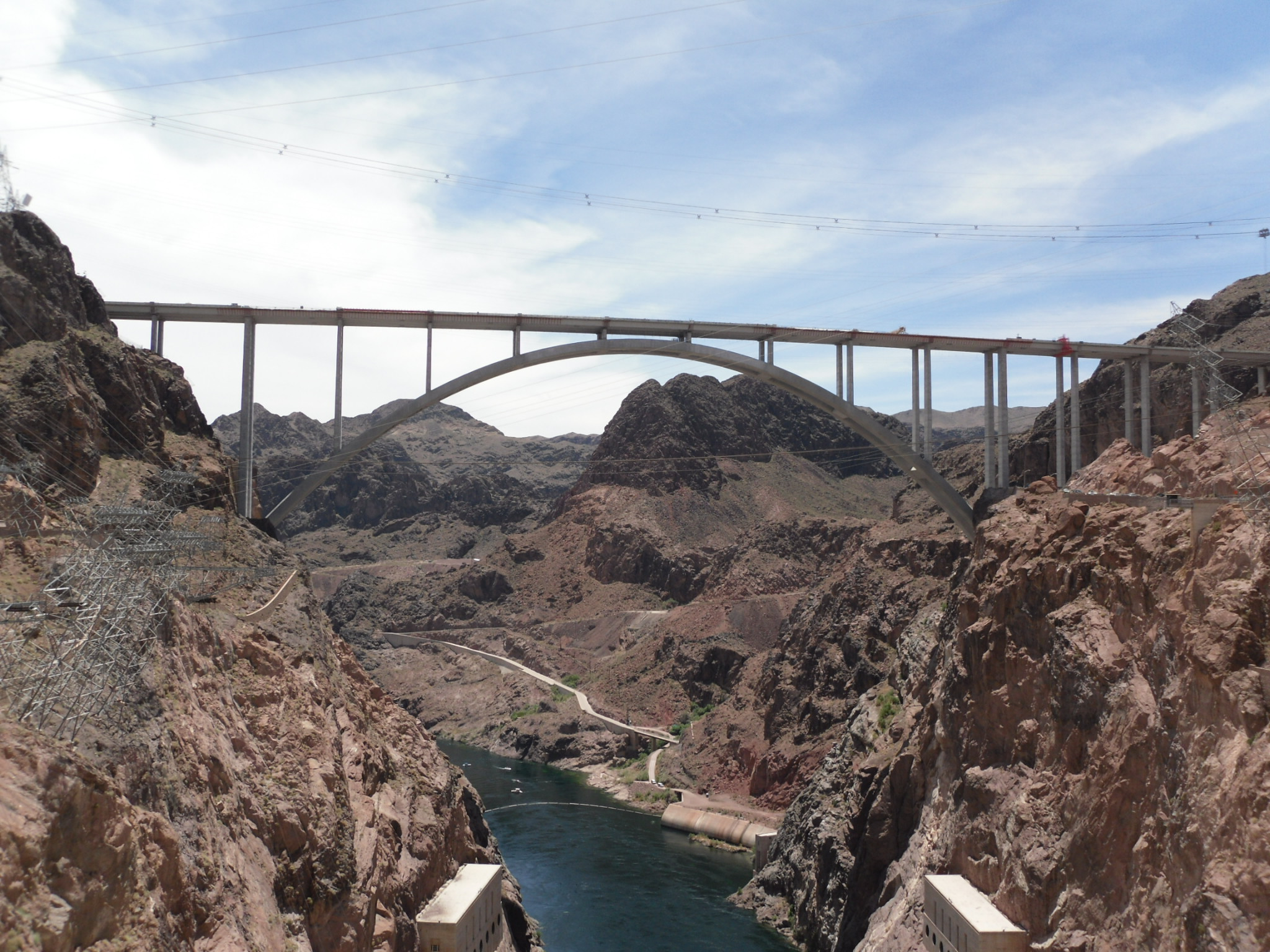
май 2010